# Foundation (Brand Nubian)
Foundation è il quarto album in studio del gruppo hip hop statunitense Brand Nubian, pubblicato nel 1998.

## Tracce
1. Here We Go
2. The Return
3. Shinin' Star
4. The Beat Change
5. Migraine (Interlude)
6. Don't Let It Go to Your Head
7. Brand Nubian
8. Maybe One Day
9. Let's Dance
10. Back Up Off the Wall
11. Black on Black Crime (Interlude)
12. I'm Black & I'm Proud
13. Sincerely
14. Probable Cause
15. The Ghetto (Interlude)
16. Love vs. Hate
17. Too Late
18. Straight Outta Now Rule
19. Foundation
20. U for Me